# Natuurpuntmuseum

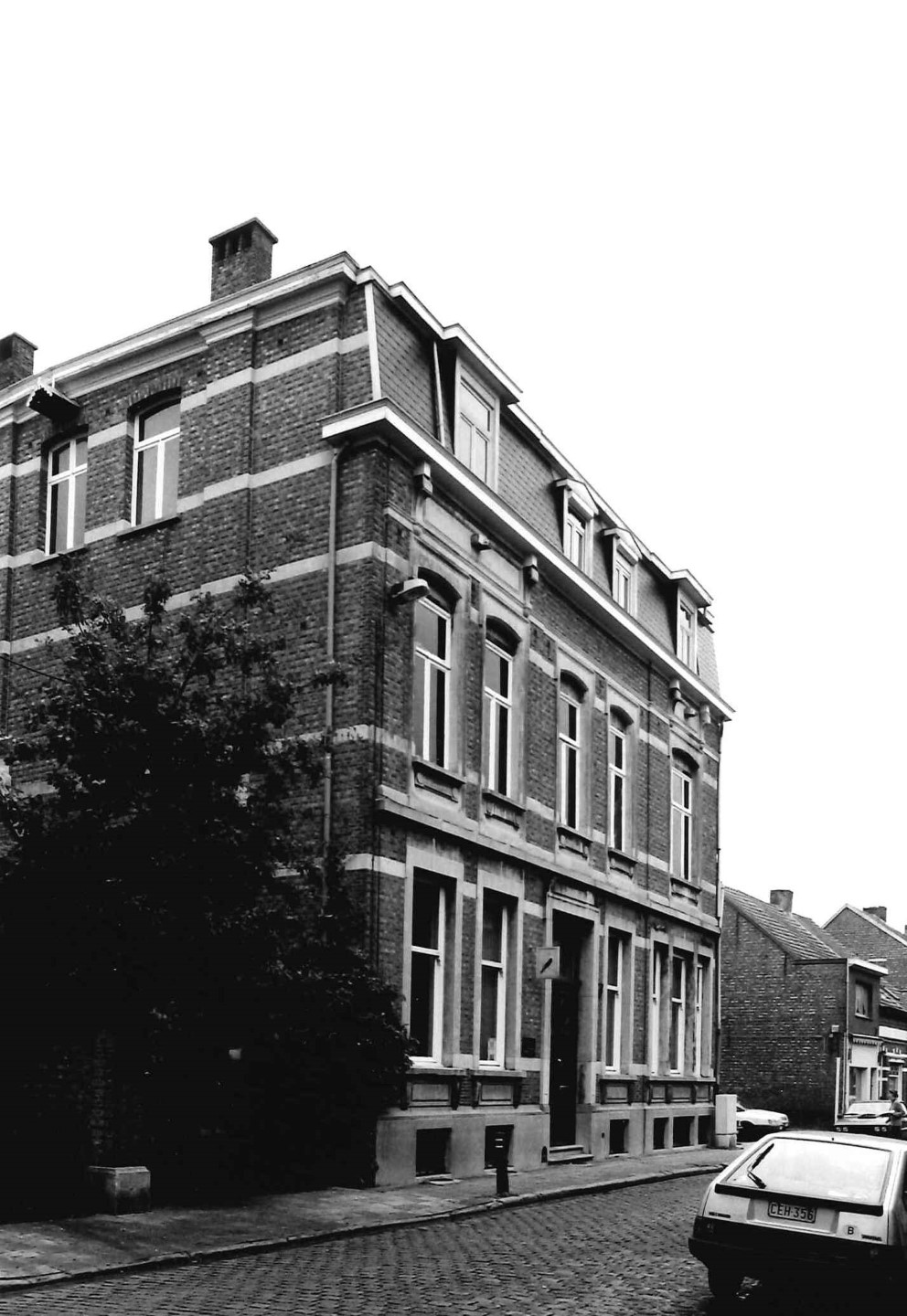
Natuurpuntmuseum

Het Natuurpuntmuseum is een museum in de stad Turnhout, gelegen aan Graatakker 11.
Het museum is gehuisvest in een herenhuis van 1911 dat gebouwd werd in een eclectische stijl.
Het omvat een vaste tentoonstelling met een 140-tal opgezette vogels en zoogdieren. Deze tentoonstelling geeft ook de relatie weer tussen natuurlijk en cultureel erfgoed. Hiernaast zijn er wisselende tentoonstellingen.
Achter het museum vindt men nog een natuurtuin.